# EMD GP18形ディーゼル機関車
EMD GP18は、1959年12月から1963年11月の間にアメリカのGM-EMDが製造した電気式ディーゼル機関車である。GP9の後継機種である。

## 概要
前述のとおり、GP9の後継機種として製造が開始され、同時にGP9はカタログ落ちした。原則的に、車体形状もGP9と類似しており、ショート・フードの高さが運転室高さまであるハイ・フードタイプであるが、一部には高さの低いショート・フードを装備する車両もある。GP9との形態差として、ラジエターシャッターが金網状のものから金属製のグリルに変更されている。
搭載するディーゼルエンジンは、GP9に搭載されていた567C型エンジンの圧縮比を16から20に上げ、出力を1750馬力から1800馬力に向上させた567D1型エンジンである。
装備のバリエーションとして、ダイナミックブレーキを装備しないもの（ロング・フード中央上部の、左右への張り出しがない）があった。また、グランド・トランク・ウェスタン鉄道(GTW)の4950号 - 4952号とメキシコ国鉄(NdeM)の7520号 - 7529号はショート・フード内に蒸気発生装置を搭載し、GTWの車両は、通常は床下にあるエアタンクをロング・フード屋根上に移設していた。GTWの車両には蒸気発生装置を搭載しないものもあった。なお、通常はショート・フード側が前となるが、GTWの車両はロング・フード側が前となるように設計されていた。ミズーリ・パシフィック鉄道の車両は、アメリカン・ロコモティブの車両から転用したAAR B形台車を装備している。この台車は、大型のゼネラル・エレクトリック製の駆動用モーターを搭載しているため、ホイールベースが長くなっている。
本形式は404両が製造され、うち350両はアメリカに、12両はブラジルに、40両はメキシコに、2両はペルーに納められた。
本形式の車体をGP35(567D3型エンジン搭載、2,500馬力)と同じものとしたのが、GP28である。